# Reformovaný kostel v Belleville
Reformovaný kostel v Belleville (fr. Église réformée de Belleville) je kostel francouzské reformované církve ve 20. obvodu v Paříži, v ulici Rue Julien-Lacroix. Kostel je členem Union des Églises évangéliques de France.

## Historie
První kultovní místo v Belleville otevřel v roce 1855 pastor Louis Vernes v bývalé dílně v Rue Pradier č. 3. Kostel byl slavnostně otevřen 8. srpna 1858 v Rue Julien Lacroix č. 60. Později město Paříž koupilo budovu a v letech 1877–1880 nechalo vystavět nový kostel na současném místě. Stavbu řídil Leon Salleron, architekt města Paříže. Budova má monumentální kamennou kazatelnu a varhany pocházejí z roku 1907.